# 丹珠爾
丹珠爾（藏語：བསྟན་འགྱུར，威利转写：bstan 'gyur，又稱副藏）是藏文大藏經的一部分，意思是「教法翻譯」，主要是印度祖師論述（論藏）之藏文翻譯，與甘珠尔（藏語：བཀའ་འགྱུར，威利转写：bka' 'gyur，藏语拼音：Kanjur）「佛語翻譯」相對。
各种版本丹珠尔的分类和收录的著述有所不同。德格藏之丹珠尔包括赞颂部、秘密部、般若部、中观部、经疏部、唯识部、俱舍部、律部、佛传部、书翰部、因明部、声明部、医明部、工巧明部、西藏撰述部、补遗经论部及总目录，总计二一三函，3400余部。
布顿仁波切主张丹珠尔分为三门，即：
1. 论释初法轮者为小乘论
2. 论释中法轮者为中观、般若诸论
3. 论释后法轮者为瑜伽诸典。

以上三门中又各列为 “观”、“行”两目。此系依照佛陀说法次序三轉法輪所作之教判。
西藏僧人的論著，不包含在西藏大藏經內，而是集為各自的「文集」，叫松繃（Gsung-'bum）。